# Jardín Botánico de la Universidad Adam Mickiewicz

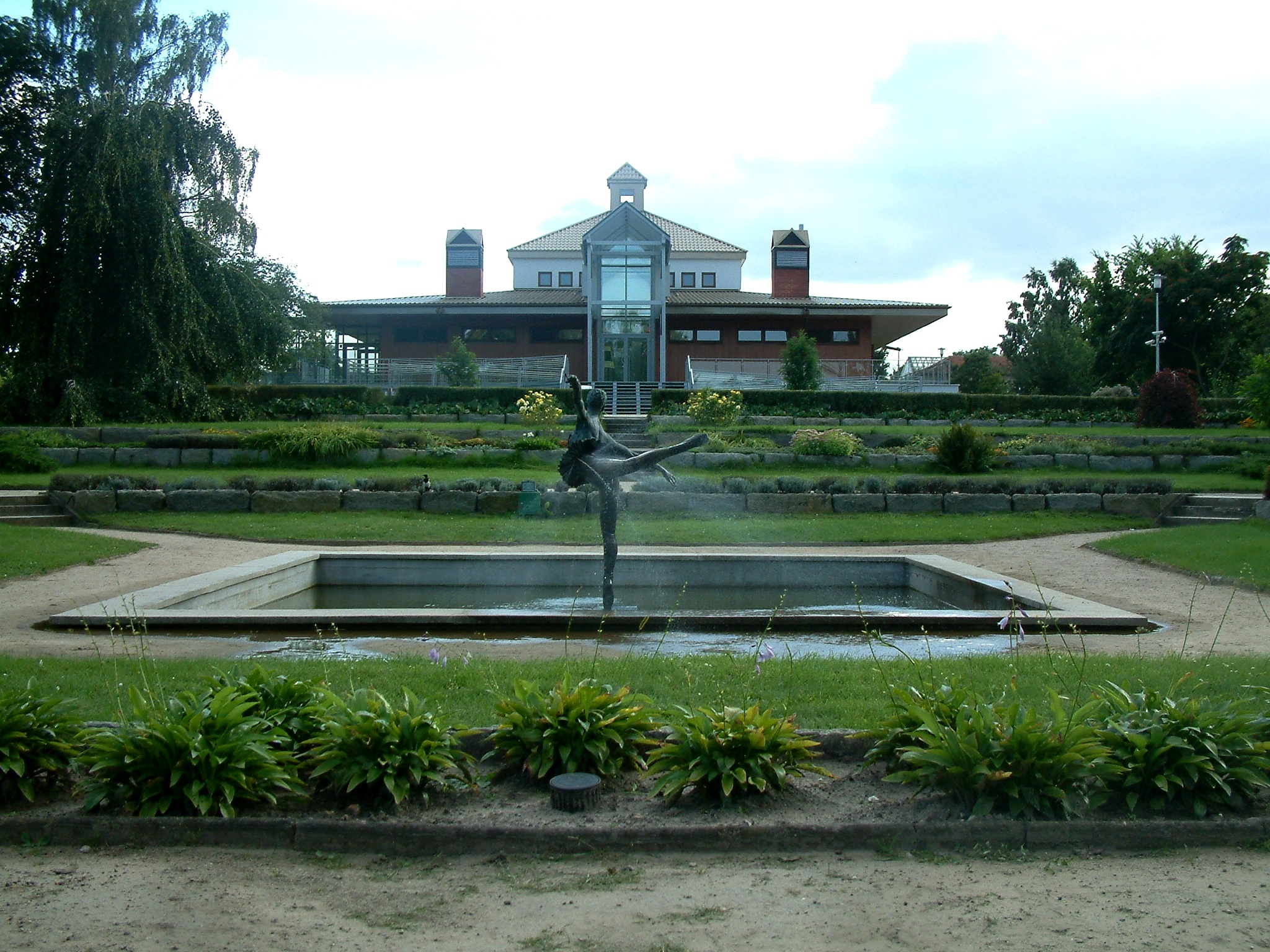
Fuente de la danzarina en el jardín botánico.

El Jardín Botánico de la Universidad Adam Mickiewicz en polaco : Ogród Botaniczny w Poznaniu, es un jardín botánico de Poznan dependiente de la Universidad de Poznan, Adam Mickiewicz. Su código de identificación internacional es POZ.

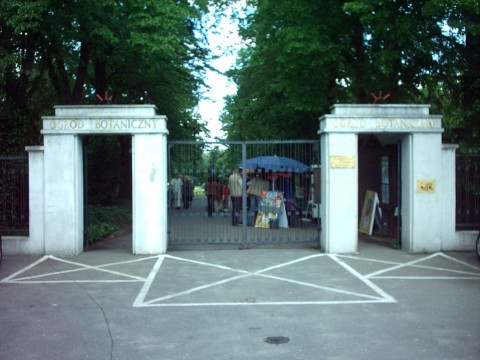
Entrada desde ul. Dabrowski

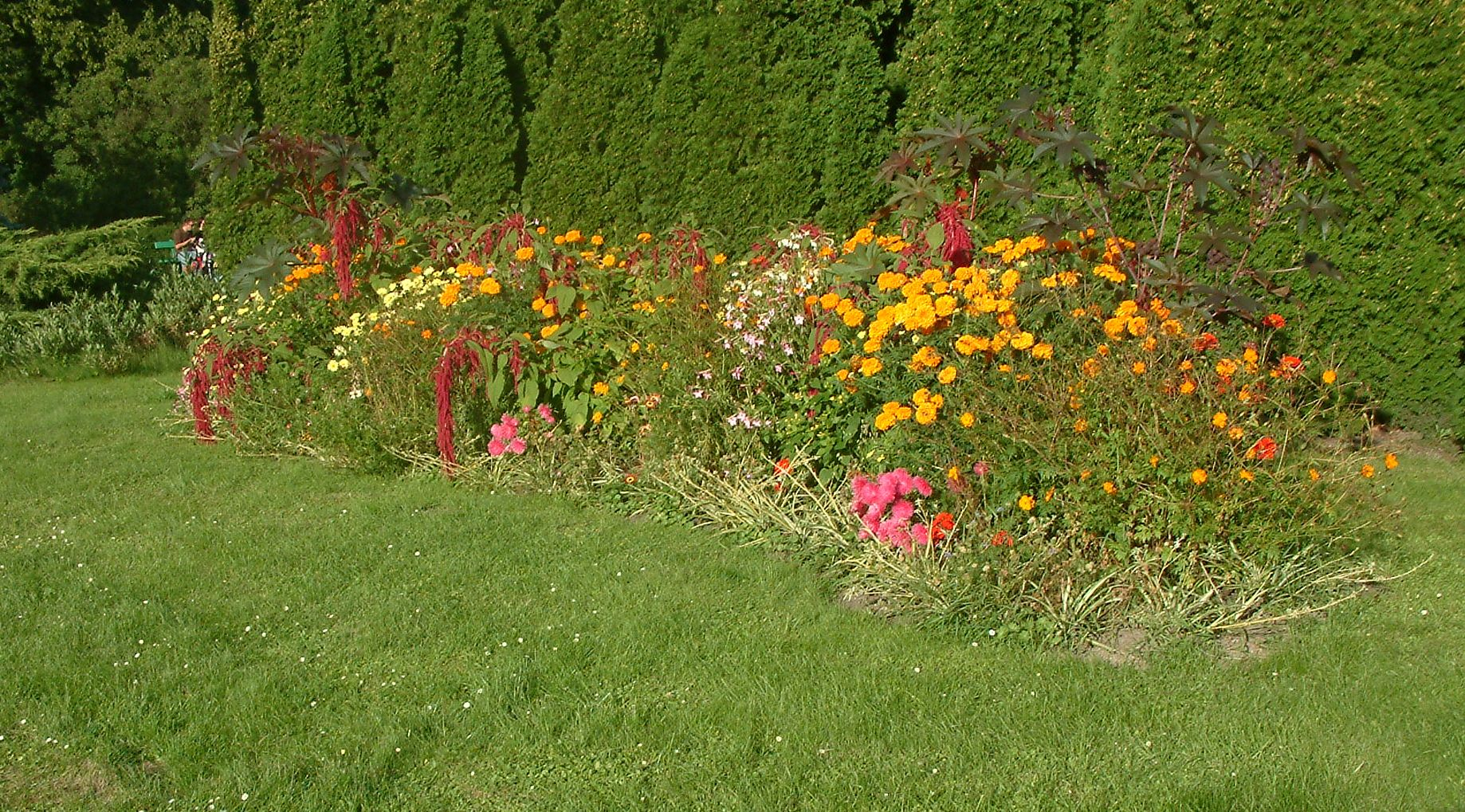
Macizo de plantas ornamentales a fines del verano.

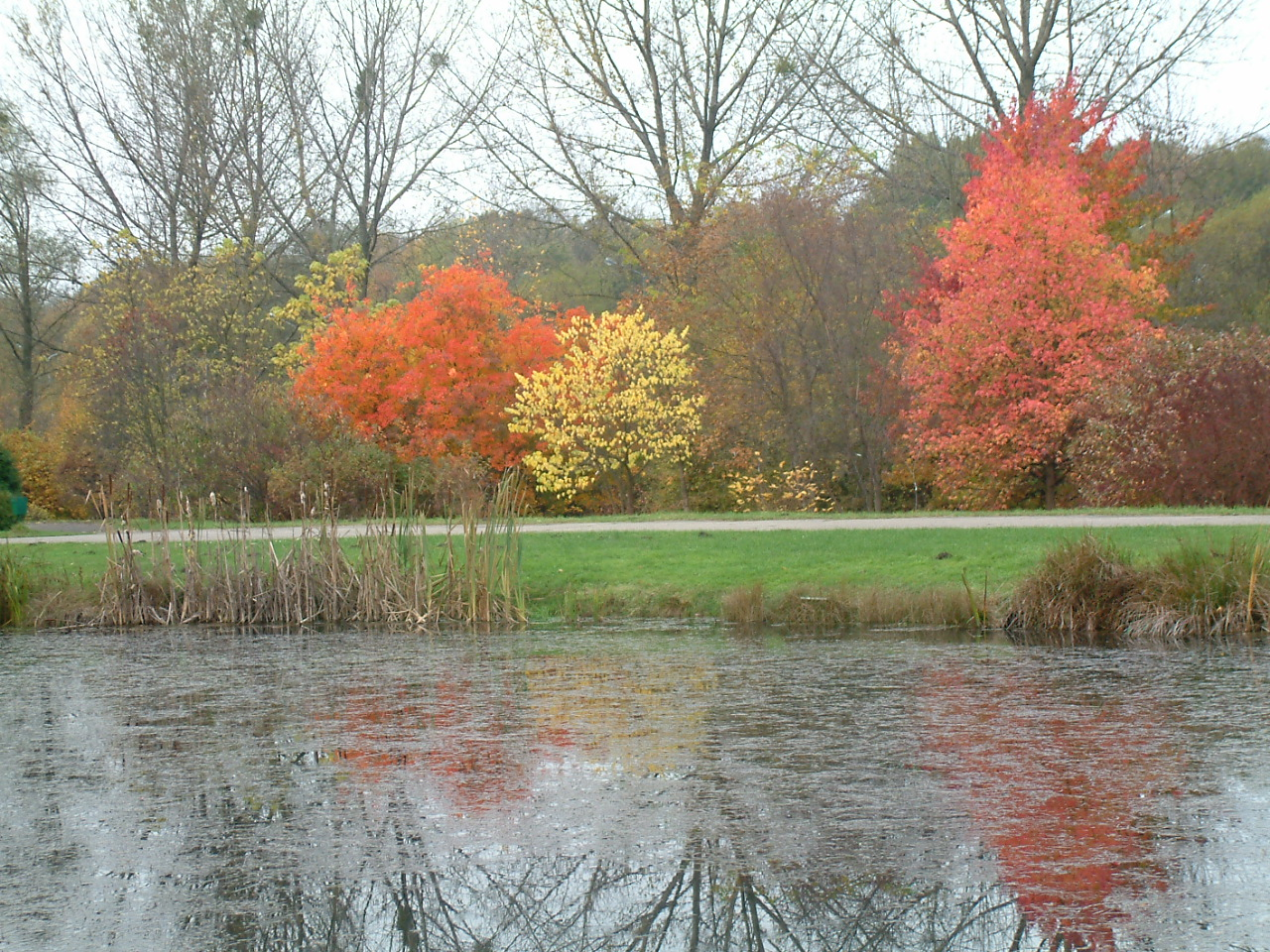
Árboles en otoño

## Localización
Botanic Garden of Adam Mickiewicz University.
ul. Dabrowskiego 165, 60-594 Poznan, Polonia
- Teléfono: 458 45; 411 518

## Historia
Se creó entre 1922-1925 gracias a la iniciativa del profesor "Rudolf Boettner" de la Universidad de Poznan, Adam Mickiewicz y de su sucesor el profesor Adama Wodziczki.

## Colecciones
Este jardín botánico alberga unas 8 000 especies de plantas procedentes de todas las regiones climáticas del mundo, agrupadas como :
- Sección de plantas decorativas.
- Árboles y arbustos, con unas 10 hectáreas y unos 1700 especies procedentes de todo el mundo (la mayoría de EE. UU. o del extremo oriente), Fagaceae, Betulaceae.
- Invernadero con Cactaceae,
- Crassulaceae,
- Alpinum, unos 6000 m² con plantas de las montañas de Europa y sobre todo de las montes Cárpatos y Tatras de Polonia con algunos endemismos
- Exhibición de plantas de forma sistemática en una 2 hectáreas, con unos 2000 taxones, Saxifragaceae, Rosaceae, Fabaceae, Lamiaceae, Asteraceae,
- Sección de plantas raras, en 0,25 hectáreas se encuentran plantas amenazadas y en peligro de extinción tanta de climas húmedos y mesófilos con 87 especies, como de climas mediterráneos 75 especies, o de zonas xerófilas con 55 especies, se encuentran muchas de ellas en programas de reintroducción en sus hábitats naturales.